# Manea Mănescu
Manea Mănescu (Brăila, 9 de agosto de 1916 — Bucareste, 27 de fevereiro de 2009) foi um romeno comunista político que serviu como primeiro-ministro por cinco anos (27 de fevereiro, 1974 - 29 de março 1979) durante regime comunista do Nicolae Ceauşescu.

## Vida
Seu pai era um veterano do Partido Comunista de Ploiești, que no início de 1920 apoiou a transformação do Partido Socialista para o Partido Comunista Romeno (PCR). Mănescu juntou-se ao PCR em 1938, quando era estudante na Academy of Economic Studies em Bucareste. Em 1944, após o Golpe do Rei Miguel, ele trabalhou junto com Nicolae Ceaușescu, seu futuro cunhado, na União da Juventude Comunista. Em 1951, Mănescu foi nomeado chefe do Departamento de Economia da Universidade de Bucareste e Diretor Geral da Direção Central de Estatísticas. Ele serviu como Ministro das Finanças de 1955 a 1957.
Em dezembro de 1967, foi nomeado Presidente do Conselho Econômico. Ele foi promovido a membro pleno do Comitê Executivo do PCR em dezembro de 1968 e, depois de ocupar vários cargos no partido e no governo, tornou-se primeiro-ministro em março de 1974, cargo que ocupou até 1979, quando se aposentou, supostamente devido a problemas de saúde. Também em 1974 ele se tornou membro titular da Academia Romena.
Mănescu ficou perto de Ceaușescu e de sua esposa, Elena Ceaușescu, até a Revolução Romena de 1989. Ele deixou o prédio do Comitê Central de helicóptero junto com eles em 22 de dezembro, embora tivesse que desembarcar em Snagov devido ao peso excessivo da nave. Pouco depois, foi detido e levado para a base aérea de Deveselu, onde ficou detido até 31 de dezembro. Julgado no início de 1990 junto com Emil Bobu, Ion Dincă e Tudor Postelnicu, Mănescu foi condenado à prisão perpétua por participação no genocídio; no recurso, sua sentença foi reduzida para 10 anos. Ele cumpriu dois anos de prisão e foi libertado em 12 de novembro de 1992 devido a problemas de saúde. Por causa de sua convicção, ele foi destituído de sua condição de membro da Academia Romena.
Ele morreu em 2009, aos 92 anos, e foi enterrado no Cemitério Bellu em Bucareste.